# Stade Starlight
Le Stade Starlight (anglais : Starlight Stadium) est un stade multifonction situé à Langford, à l'ouest de Victoria, BC, au Canada. Il est le terrain de formation principal des équipes nationales canadiennes de rugby à XV. Il est aussi partagé par le Pacific FC, évoluant dans la Première ligue canadienne, et les Rebels de Westshore, évoluant dans la Ligue canadienne de football junior.

## Histoire
En 2008, le gouvernement municipal de Langford décide de construire un nouveau stade de 1 600 sièges. La construction se termine en 2009, et le stade est alors nommé Stade Bear Mountain (en anglais : Bear Mountain Stadium). En 2012, Westhills Land Corporation, une société d'immobiliers, achète le droit d'appellation du stade et le renomme donc Stade Westhills.
En 2018, le Pacific FC, un nouveau club de la Première ligue canadienne choisit le Stade Westhills comme son domicile. En 2019, le Pacific FC agrandit le Stade Westhills, faisant passer sa capacité de 1 600 sièges à 6 200 sièges.
En janvier 2021, Starlight Investment, une société d'investissement à Toronto, achète le droit d'appellation du stade avec 500000 CAD et le renomme donc Stade Starlight.

## Galerie

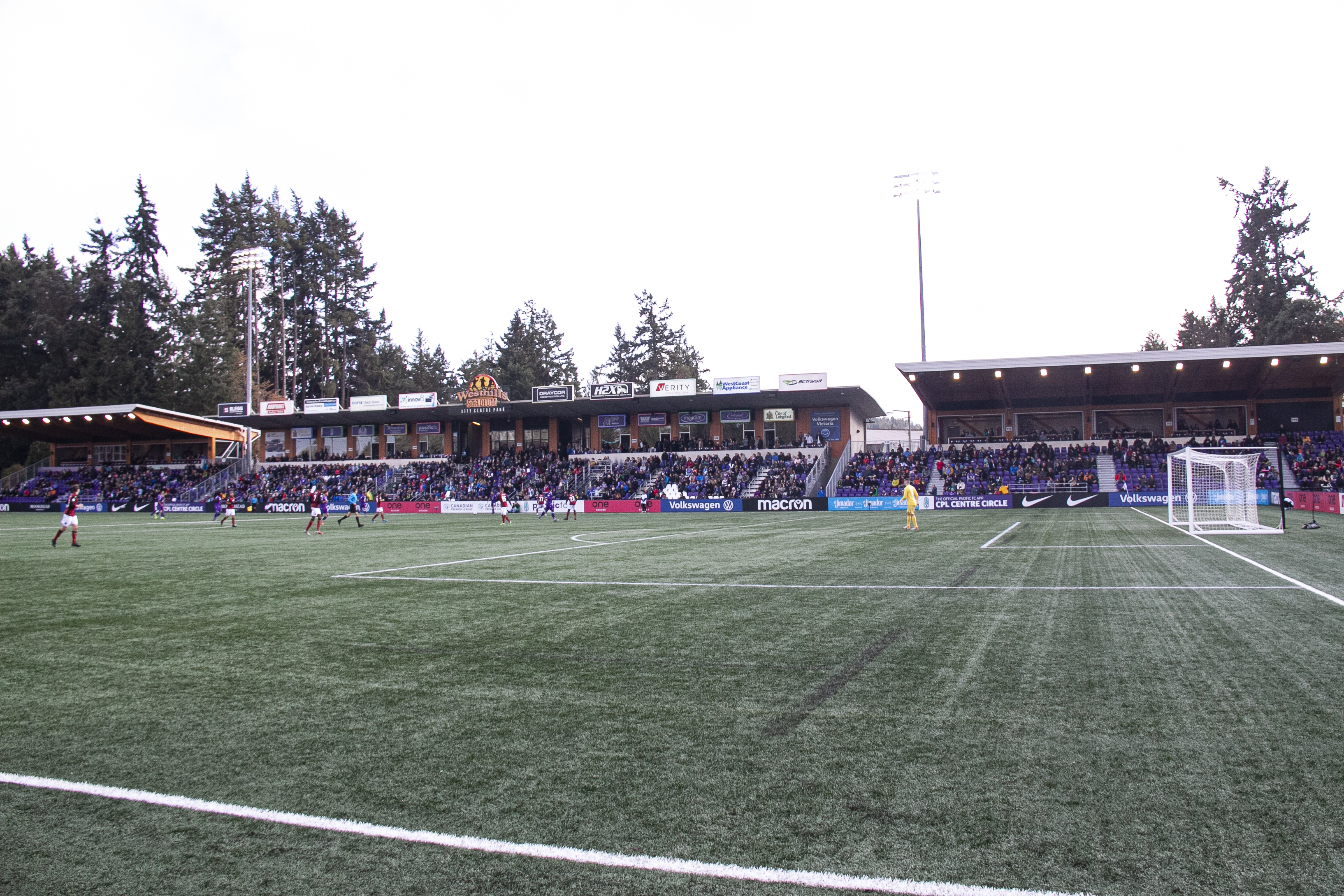
Les tribunes principales.
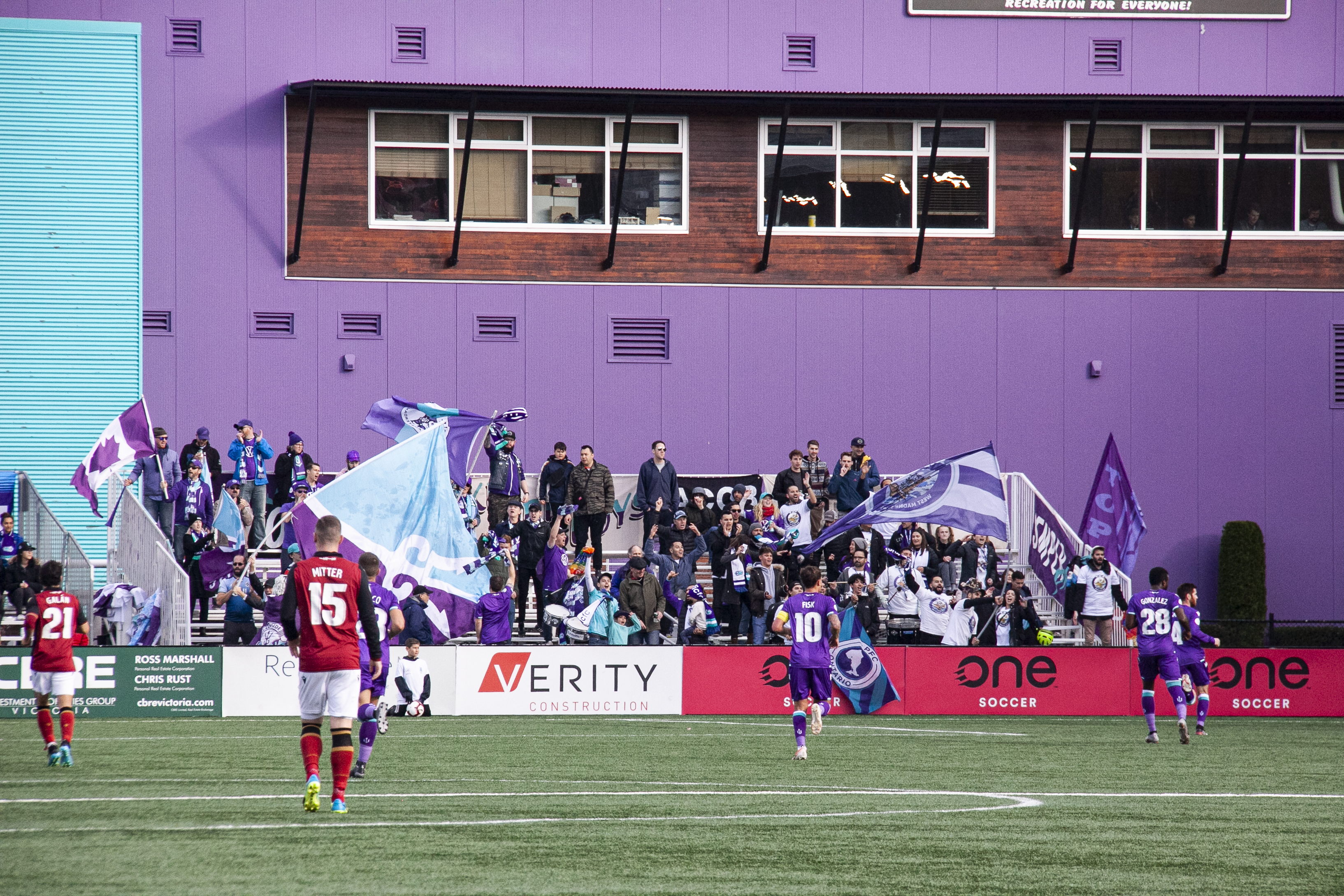
La section des partisans.
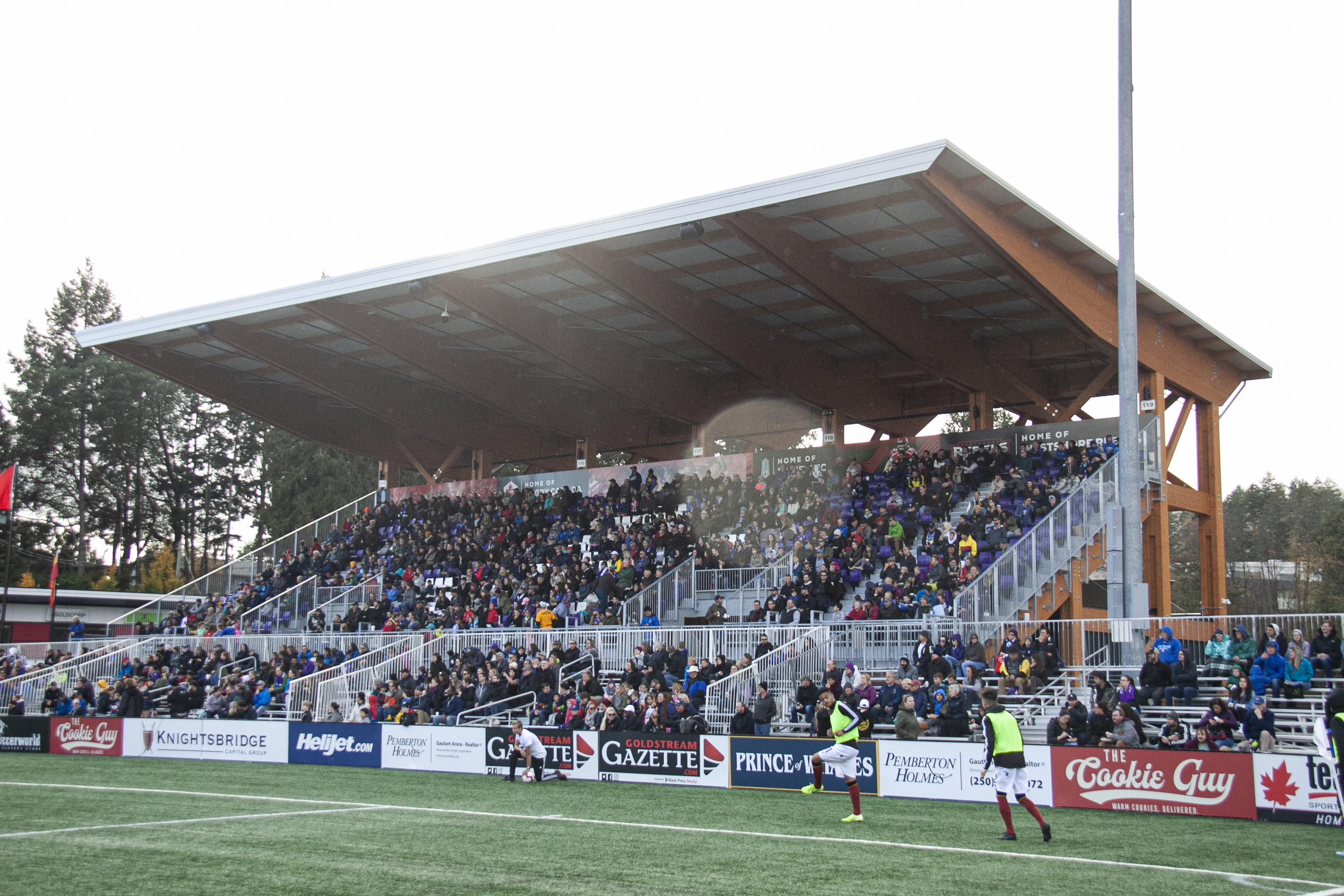
La tribune ouest et la section des familles.

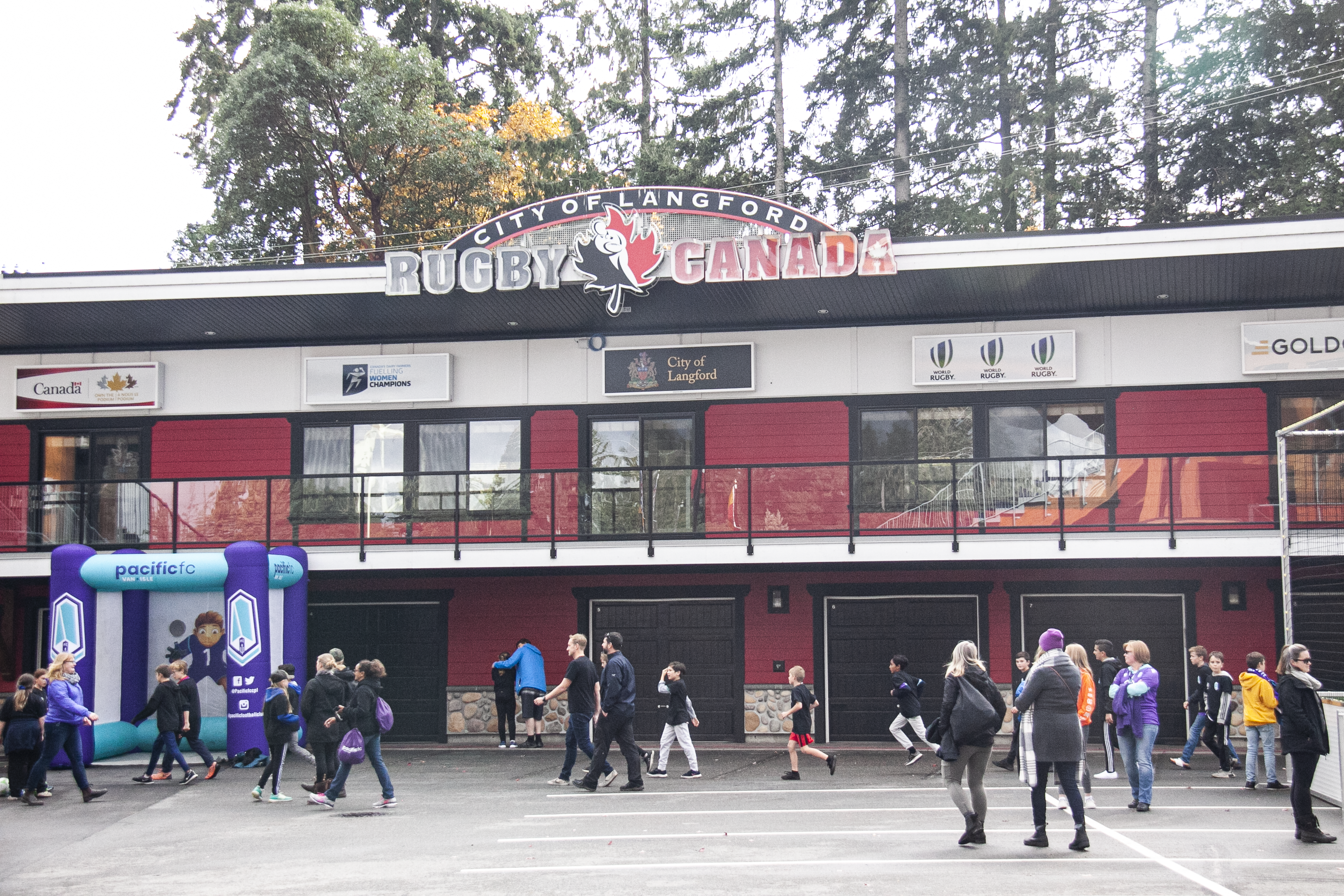
Le quartier-général de la Fédération canadienne de rugby à XV.
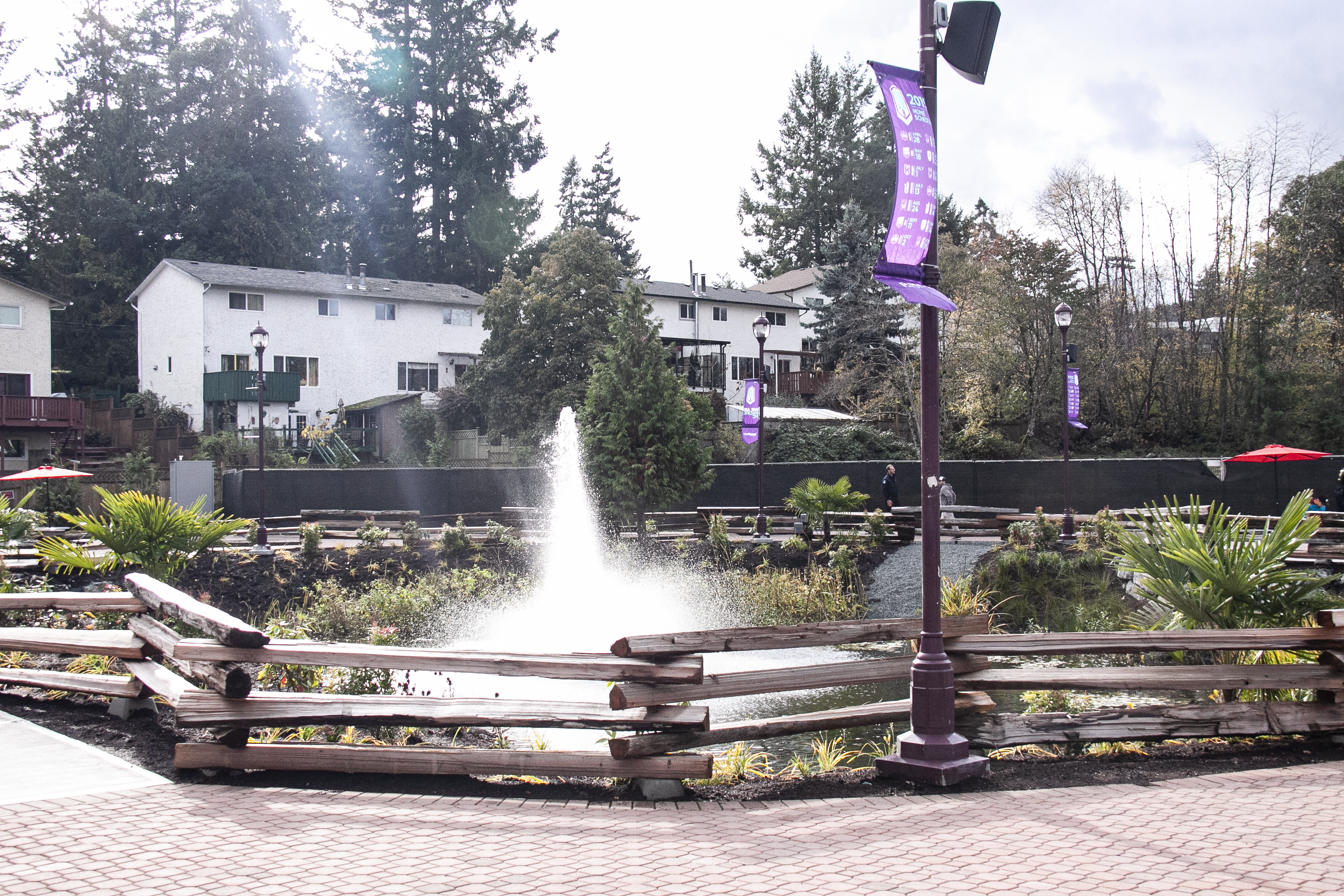
Une fontaine au stade.
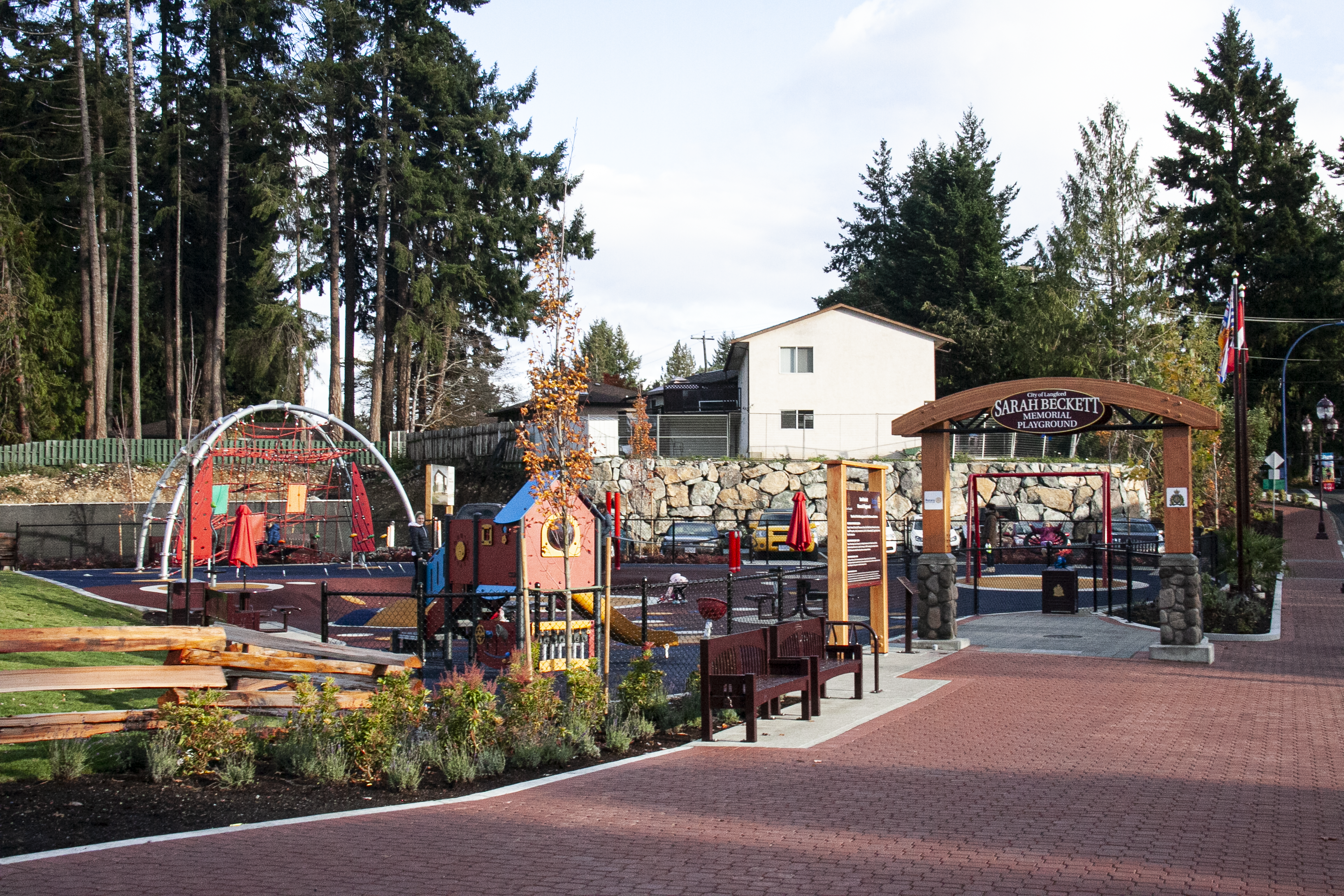
La cour de récréation en mémoire de Sarah Beckett.